# CANDY SUNDAY
『CANDY SUNDAY』（キャンディ サンデー）は、NACHERRYの1枚目のミニアルバム。2022年1月19日にLantisから発売された。「完全数量生産限定盤」にはBlu-rayが付属された。

## 概要
岡田マリアが収録楽曲すべての作詞を務めた。また、作曲にはASIAN KUNG-FU GENERATIONの山田貴洋やTHE BAWDIESのTAXMANおよびROCK'A'TRENCHの山森大輔が参加しており、1曲目の収録楽曲「フォーチュンテラー」はガールズロック、2曲目の「silly silly silly」はハードロック、その他の楽曲もアメリカンロックな曲調となっている。

## 収録曲
| 全作詞: 岡田マリア。 |                                |            |           |                    |      |
| #                    | タイトル                       | 作詞       | 作曲      | 編曲               | 時間 |
| 1.                   | 「フォーチュンテラー」         | 岡田マリア | 山田貴洋  | 山田貴洋           | 3:22 |
| 2.                   | 「silly silly silly」          | 岡田マリア | TAXMAN    | TAXMAN、山森大輔   | 3:46 |
| 3.                   | 「リブラ」                     | 岡田マリア | TAXMAN    | TAXMAN             | 2:59 |
| 4.                   | 「HAPPY NACHERRY BIRTHDAY」    | 岡田マリア | 山田貴洋  | 山田貴洋、山森大輔 | 3:45 |
| 5.                   | 「パールを落としたマーメイド」 | 岡田マリア | 山森大輔  | 山森大輔           | 3:48 |
| 合計時間:            | 合計時間:                      | 合計時間:  | 合計時間: | 17:40              |      |

| #  | タイトル                             | 作詞 | 作曲・編曲 |
| -- | ------------------------------------ | ---- | ---------- |
| 1. | 「フォーチュンテラー」(Music Video)  |      |            |
| 2. | 「Music Video & Photo Shoot Making」 |      |            |